# Batalla de Tenancingo
La batalla de Tenancingo fue una acción militar de la guerra de Independencia de México, efectuada el 22 de enero de 1812, en la actual localidad de Tenancingo de Degollado, Estado de México. Los insurgentes comandados por el general José María Morelos y Pavón lograron derrotar a las fuerzas realistas comandadas por el general Rosendo Porlier y Asteguieta muy cerca de las casas de la población. 

## Batalla
Porlier había tomado la población, pero desde el sur el general Morelos llegó en auxilio de las poblaciones de Tenango y Zitácuaro. Porlier libró en ese entonces la batalla de Tecualoya contra Hermenegildo Galeana, en la que salió victorioso. Las fuerzas realistas marcharon entonces con dirección a Tenancingo hasta que presentaron batalla con Morelos. A pesar de haber logrado ganar la batalla, Morelos no prosiguió su marcha a la capital pues después de la batalla de Zitácuaro la Suprema Junta Nacional Gubernativa salió en fuga.
- Datos: Q2890160